# Быково (Вожегодский район)
Быково — деревня в Вожегодском районе Вологодской области.
Входит в состав Бекетовского сельского поселения, с точки зрения административно-территориального деления — в Бекетовский сельсовет.
Расстояние по автодороге до районного центра Вожеги — 55 км, до центра муниципального образования Бекетовской — 3 км. Ближайшие населённые пункты — Ручьевская, Пильево, Боярская.
По переписи 2002 года население — 12 человек.